# Ekstraklasa mężczyzn w tenisie stołowym 2002/2003
Ekstraklasa mężczyzn w tenisie stołowym 2002/2003 – 66. edycja rozgrywek pierwszego poziomu ligowego mężczyzn w Polsce. Brało w niej udział 10 drużyn.
Triumfatorem rozgrywek została MLKS Odra Röben Głoska Księginice, która w meczach finałowych pokonała ZKS ZSMP Zielona Góra. Brązowy medal zdobyła ASTS GKS Olimpia Zur-Unia Grudziądz.

## System rozgrywek
Rozgrywki prowadzone były z udziałem 10 drużyn i były podzielone na dwie fazy: zasadniczą i play-off.
Faza zasadnicza składa się z dwóch rund. Pierwsza runda rozgrywana jest systemem każdy z każdym. W drugiej rundzie gospodarzami spotkań w drugiej rundzie są drużyny, które w pierwszej rundzie w meczu pomiędzy tymi samymi drużynami grały na wyjazdach. Za zwycięstwo drużyny otrzymują 2 punkty, zaś za porażkę nie otrzymują punktów.
Do fazy play-off awansują 4 drużyny. W półfinałach zostaną rozegrane dwumecze. Pary zostaną ustalone na podstawie tabeli po rundzie zasadniczej (1-4, 2-3). Zwycięzcy półfinałów awansują do finału, gdzie zostanie rozegrany dwumecz, a gospodarzem pierwszego meczu będzie drużyna z niższego miejsca po fazie zasadniczej. Drużyna, która wygra finał otrzyma tytuł Drużynowego Mistrza Polski kobiet, puchar i złote medale, a zespół pokonany w finale otrzyma puchar i srebrne medale. Drużyny, które odpadły w półfinałach, otrzymają brązowe medale. Do 1. ligi spadną dwie ostatnie drużyny po fazie zasadniczej.
Każdy mecz składa się z 3-5 gier rozgrywanych kolejno na jednym stole. Mecz kończy się wraz z uzyskaniem przez jedną drużyn czterech zwycięstw. Układ gier w meczu.
| 1. gra | 2. gra | 3. gra | 4. gra | 5. gra |
| ------ | ------ | ------ | ------ | ------ |
| A–X    | B–Y    | C–Z    | A–Y    | B–X    |

## Kluby
| Klub                                         | Sezon 2002/2003 |
| -------------------------------------------- | --------------- |
| ART Ceramika AZS Politechnika Śląska Gliwice | 7. miejsce      |
| ASTS GKS Olimpia Zur-Unia Grudziądz          | 4. miejsce      |
| GKS Tęcza Nowa Wieś Lęborska                 | Awans z 1. ligi |
| KS AZS PW Alf-Triada Wrocław                 | 5. miejsce      |
| LKS Pogoń Lębork                             | Awans z 1. ligi |
| MLKS Odra Röben Głoska Księginice            | Mistrz          |
| Morliny Ekoenergiz Ostróda                   | 3. miejsce      |
| PKTS Agis-Bau Pabianice                      | 6. miejsce      |
| SKS Alumn Płock                              | 8. miejsce      |
| ZKS-ZSMP Zielona Góra                        | Wicemistrz      |

## Faza zasadnicza
| Poz. | Drużyna                                      | M  | Z  | P  | Pojedynki | Punkty |
| ---- | -------------------------------------------- | -- | -- | -- | --------- | ------ |
| 1.   | MLKS Odra Röben Głoska Księginice            | 18 | 17 | 1  | 71:18     | 34     |
| 2.   | ZKS-ZSMP Zielona Góra                        | 18 | 16 | 2  | 66:31     | 32     |
| 3.   | ASTS GKS Olimpia Zur-Unia Grudziądz          | 18 | 11 | 7  | 54:38     | 22     |
| 4.   | KS AZS PW Alf-Triada Wrocław                 | 18 | 11 | 7  | 51:43     | 22     |
| 5.   | LKS Pogoń Lębork                             | 18 | 10 | 8  | 57:47     | 20     |
| 6.   | ART Ceramika AZS Politechnika Śląska Gliwice | 18 | 8  | 10 | 52:50     | 16     |
| 7.   | Morliny Ekoenergize Ostróda                  | 18 | 8  | 10 | 43:59     | 16     |
| 8.   | SKS Alumn Płock                              | 18 | 5  | 13 | 40:60     | 10     |
| 9.   | GKS Tęcza Nowa Wieś Lęborska                 | 18 | 4  | 14 | 32:61     | 8      |
| 10.  | PKTS Agis-Bau Pabianice                      | 18 | 0  | 18 | 13:72     | 0      |

     Awans do półfinału
     Spadek do 1. ligi

## Play-off
|  |          |                                     |          |                       |          |                      |   |                                   |       |       |       |       |
|  | Półfinał | Półfinał                            | Półfinał | Półfinał              | Półfinał |                      |   | Finał                             | Finał | Finał | Finał | Finał |
|  | Półfinał | Półfinał                            | Półfinał | Półfinał              | Półfinał |                      |   | Finał                             | Finał | Finał | Finał | Finał |
|  |          |                                     |          |                       |          |                      |   |                                   |       |       |       |       |
|  |          |                                     |          |                       |          |                      |   |                                   |       |       |       |       |
|  | 1        | MLKS Odra Röben Głoska Księginice   | 4        | 4                     |          |                      |   |                                   |       |       |       |       |
|  | 1        | MLKS Odra Röben Głoska Księginice   | 4        | 4                     |          |                      |   |                                   |       |       |       |       |
|  | 4        | KS AZS PW Alf-Triada Wrocław        | 1        | 0                     |          |                      |   |                                   |       |       |       |       |
|  | 4        | KS AZS PW Alf-Triada Wrocław        | 1        | 0                     |          |                      | 1 | MLKS Odra Röben Głoska Księginice | 3     | 4     | 4     |       |
|  |          |                                     |          |                       |          |                      | 1 | MLKS Odra Röben Głoska Księginice | 3     | 4     | 4     |       |
|  |          |                                     | 2        | ZKS-ZSMP Zielona Góra | 4        | 2                    | 3 |                                   |       |       |       |       |
|  | 2        | ZKS-ZSMP Zielona Góra               | 2        | ZKS-ZSMP Zielona Góra | 4        | 2                    | 3 | 4                                 | 3     | 4     |       |       |
|  | 2        | ZKS-ZSMP Zielona Góra               |          |                       |          |                      |   |                                   |       | 4     |       |       |
|  | 3        | ASTS GKS Olimpia Zur-Unia Grudziądz | 3        | 4                     | 0        |                      |   |                                   |       |       |       |       |
|  | 3        | ASTS GKS Olimpia Zur-Unia Grudziądz | 3        | 4                     | 0        | Mecz o brązowy medal |   |                                   |       |       |       |       |
|  |          |                                     |          |                       |          |                      |   |                                   |       |       |       |       |
|  |          |                                     |          |                       |          |                      |   |                                   |       |       |       |       |
|  |          |                                     |          |                       |          |                      |   |                                   |       |       |       |       |
|  | 3        | ASTS GKS Olimpia Zur-Unia Grudziądz | 3        | 4                     | 4        |                      |   |                                   |       |       |       |       |
|  | 3        | ASTS GKS Olimpia Zur-Unia Grudziądz | 3        | 4                     | 4        |                      |   |                                   |       |       |       |       |
|  | 4        | KS AZS PW Alf-Triada Wrocław        | 4        | 2                     | 1        |                      |   |                                   |       |       |       |       |
|  | 4        | KS AZS PW Alf-Triada Wrocław        | 4        | 2                     | 1        |                      |   |                                   |       |       |       |       |

### Półfinały
| Gospodarze                          | Wynik       | Goście                              | Przypis     |
| 1. półfinał                         | 1. półfinał | 1. półfinał                         | 1. półfinał |
| ----------------------------------- | ----------- | ----------------------------------- | ----------- |
| KS AZS PW Alf-Triada Wrocław        | 1:4         | MLKS Odra Röben Głoska Księginice   | [ 3 ] [ 4 ] |
| ASTS GKS Olimpia Zur-Unia Grudziądz | 3:4         | ZKS-ZSMP Zielona Góra               | [ 3 ] [ 4 ] |
| 2. półfinał                         |             |                                     |             |
| MLKS Odra Röben Głoska Księginice   | 4:0         | KS AZS PW Alf-Triada Wrocław        | [ 4 ]       |
| ZKS-ZSMP Zielona Góra               | 3:4         | ASTS GKS Olimpia Zur-Unia Grudziądz | [ 4 ] [ 5 ] |
| 3. półfinał                         |             |                                     |             |
| ZKS-ZSMP Zielona Góra               | 4:0         | ASTS GKS Olimpia Zur-Unia Grudziądz | [ 4 ] [ 6 ] |

### Mecz o 3. miejsce
| Gospodarze                          | Wynik | Goście                              | Przypis     |
| ----------------------------------- | ----- | ----------------------------------- | ----------- |
| KS AZS PW Alf-Triada Wrocław        | 4:3   | ASTS GKS Olimpia Zur-Unia Grudziądz | [ 4 ] [ 7 ] |
| ASTS GKS Olimpia Zur-Unia Grudziądz | 4:2   | KS AZS PW Alf-Triada Wrocław        | [ 2 ] [ 4 ] |
| ASTS GKS Olimpia Zur-Unia Grudziądz | 4:1   | KS AZS PW Alf-Triada Wrocław        | [ 2 ] [ 4 ] |

### Finał
| Gospodarze                        | Wynik | Goście                            |             |
| --------------------------------- | ----- | --------------------------------- | ----------- |
| ZKS-ZSMP Zielona Góra             | 3:4   | MLKS Odra Röben Głoska Księginice | [ 2 ] [ 4 ] |
| MLKS Odra Röben Głoska Księginice | 4:2   | ZKS-ZSMP Zielona Góra             | [ 4 ] [ 8 ] |
| MLKS Odra Röben Głoska Księginice | 4:2   | ZKS-ZSMP Zielona Góra             | [ 1 ] [ 4 ] |

## Medaliści
| Lp. | Drużyna                             |
| --- | ----------------------------------- |
| 1.  | MLKS Odra Röben Głoska Księginice   |
| 2.  | ZKS-ZSMP Zielona Góra               |
| 3.  | ASTS GKS Olimpia Zur-Unia Grudziądz |